# Pod wieczór
Pod wieczór (wł. Verso sera) – włosko-francuski dramat obyczajowy z 1990 roku w reżyserii Franceski Archibugi.

## Fabuła
Akcja filmu rozgrywa się w latach 70. XX w. Spokojna egzystencja starszego profesora Bruschiego, będącego zagorzałym komunistą, zostaje zakłócona przez jego wnuczkę Papere oraz jej matkę Stellę. Młodzi rodzice Papere żyją w separacji, a ich styl życia diametralnie odbiega od codzienności statecznego profesora, który musi się teraz skonfrontować z nieznanym mu światem.

## Obsada
- Marcello Mastroianni – prof. Bruschi
- Sandrine Bonnaire – Stella
- Zoe Incrocci – Elvira
- Giorgio Tirabassi – Oliviero
- Victor Cavallo – Pippo
- Veronica Lazar – Margherita
- Lara Pranzoni – Papere
- Paolo Panelli – fryzjer Galliano
- Giovanna Ralli – Pina
- Gisella Burinato – matka Stelli
- Pupo De Luca – sędzia
- Dante Biagioni – architekt[2]

## Produkcja
Zdjęcia kręcono w Rzymie.

## Nagrody i nominacje
Nagrody David di Donatello (1991)
- Najlepszy film
- Najlepsza aktorka drugoplanowa (Zoe Incrocci)
  - Nominacja do nagrody za najlepszą reżyserię (Francesca Archibugi)